# HKT48
HKT48 (leia-se "H.K.T. Forty-eight") é um grupo feminino ídolo japonês produzido por Yasushi Akimoto. HKT48 é nomeado por conta do Hakata-ku, cidade de Fukuoka, onde Akimoto originalmente pretendia basear o grupo. O grupo atualmente se apresenta no Teatro HKT48 em Nishitetsu Hall em Fukuoka e vendeu quase 4 milhões de cópias do CD do Japão.

## História

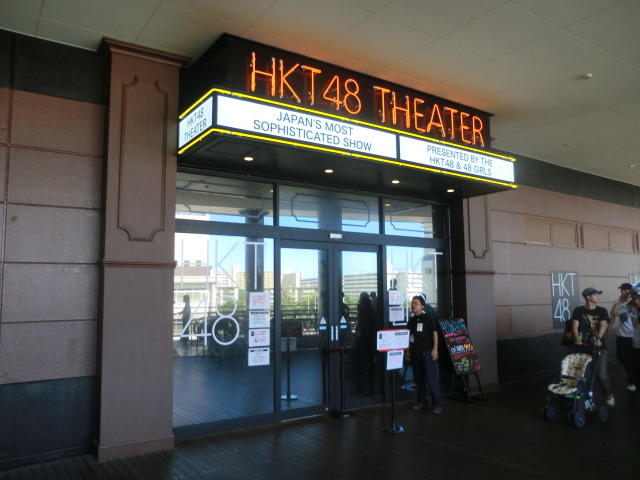
Antigo teatro HKT48, no Hawks Town Mall

Os planos para um grupo intitulado HKT48 foram revelados pela primeira vez pelo produtor do AKB48, Yasushi Akimoto, em 19 de novembro de 2008. O HKT48 foi oficialmente anunciado em 1 de maio de 2011 em um evento de handshake do AKB48. O grupo foi o quarto grupo irmão do AKB48 a ser lançado, depois dos grupos SKE48, SDN48 e NMB48 . Enquanto o grupo tirou seu nome de sua localização base proposta de Hakata-ku, Fukuoka, o HKT48 foi baseado em um teatro no Hawks Town Mall em Chuo-ku, Fukuoka . Esta localização fica ao lado do Fukuoka Yahoo! Japan Dome . Além disso, foi anunciado que o grupo aceitaria inscrições de meninas entre 11 e 22 anos. A primeira rodada da primeira audição HKT48 ocorreu em 31 de maio de 2011, e candidatos bem sucedidos participaram da segunda rodada de testes, consistindo de um teste de canto e dança, na primeira metade de julho de 2011. As audições finais foram realizadas no Hilton Fukuoka Sea Hawk Hotel em 10 de julho, e 24 candidatas foram aprovadas com sucesso na final.
Depois de passar por aulas de dança e canto, os 21 membros da primeira geração do HKT48 foram revelados em um evento de handshake do AKB48 em 23 de outubro de 2011 no Seibu Dome . Destes 21 membros, 17 são alunos do ensino médio ou abaixo, e dois são estudantes do ensino fundamental. O membro mais jovem do grupo, Natsumi Tanaka, nasceu em 2000 e tinha 11 anos na época do anúncio. Ela disse que "juntar-se ao AKB48 é a minha ambição desde os 5 anos de idade, então parece um sonho estar neste grupo". O membro mais velho é Yūko Sugamoto, que tinha 17 anos na época do anúncio.
Elas debutaram no Teatro HKT48 em 26 de novembro de 2011, e vêm realizando conjuntos de músicas intituladas "Te o Tsunaginagara", que foram originalmente executadas por SKE48 Time S e KII. Em 31 de dezembro de 2011, 16 membros apareceram no palco da 62ª edição do " NHK Kōhaku Uta Gassen ", como um dos grupos irmãos do AKB48. Em 4 de março de 2012, os primeiros 16 membros foram selecionados para formar o Time HKT48 e apareceram no palco. Em 20 de junho de 2012, Rino Sashihara do AKB48 foi transferido para o HKT48 e atualmente é o membro mais antigo do HKT48.
Em 23 de junho de 2012, foram realizadas as audições finais para a segunda geração, e 34 dos 48 finalistas passaram pela final. Em 18 de agosto de 2012, a administração anunciou que cinco membros, três do equipe H - Komori, Sugamoto e Taniguchi, e dois Kenkyusei - Eto e A. Nakanishi, renunciariam ao HKT48 "por motivos pessoais". Em 24 de agosto de 2012, foi anunciado no primeiro dia do show do AKB48 no Tokyo Dome que Aika Ota, um dos membros do AKB48 Time A, seria transferido para o HKT48. No dia 23 de setembro de 2012 os estudantes de pesquisa de segunda geração de HKT48 foram anunciados.
HKT48 lançou seu single de estréia, "Suki Suki Skip!" em 20 de março de 2013, sob a gravadora Universal Sigma .
Em meados de 2018, 10 membros do HKT48 juntaram-se ao Produce 48, um programa de televisão sul-coreano de competição na Mnet para formar um girl group. Os membros Sakura Miyawaki e Nako Yabuki terminaram em 2º e 6º lugares, respectivamente, ganhando um lugar para estrear no Iz One .

## Membros
A formação da time H foi anunciada no teatro HKT48 em 4 de março de 2012. Na conferência, também foi anunciado que 16 membros foram selecionados e 5 membros permaneceram como trainees. Em 11 de janeiro de 2014, durante sua primeira turnê exclusiva em Ōita, o diretor de teatro Rino Sashihara anunciou um novo Time KIV e a promoção de 17 membros dos trainees. Em 30 de março de 2016, o grupo anunciou que o Time TII foi formado e 10 trainees foram promovidos de membros de draft de 3ª geração e 2ª geração.
Em 26 de novembro de 2017, o grupo anunciou que todos os 10 estagiários da 4ª geração foram promovidos e designados para as 3 times existentes, uma para a time H, duas para a time KIV e sete para a time TII.

### Time H
Natsumi Matsuoka é o capitã do Time H.
| Name                         | Birth date (age)                 | Election rank | Election rank | Election rank | Election rank | Election rank | Election rank | Election rank | Election rank | Election rank | Election rank |
| Name                         | Birth date (age)                 | 1             | 2             | 3             | 4             | 5             | 6             | 7             | 8             | 9             | 10            |
| ---------------------------- | -------------------------------- | ------------- | ------------- | ------------- | ------------- | ------------- | ------------- | ------------- | ------------- | ------------- | ------------- |
| Yuka Akiyoshi (秋吉 優花)    | 24 de outubro de 2000 (24 anos)  |               |               |               |               | N/A           | N/A           | N/A           | 72            | 83            | 73            |
| Haruka Ueno (上野 遥)        | 20 de setembro de 1999 (25 anos) |               |               |               |               | N/A           | N/A           | N/A           | N/A           | N/A           | N/A           |
| Haruka Kodama (兒玉 遥)      | 19 de setembro de 1996 (28 anos) |               |               |               | N/A           | 37            | 21            | 17            | 9             |               |               |
| Yui Kojina (神志那 結衣)     | 24 de janeiro de 1998 (27 anos)  |               |               |               |               | N/A           | N/A           | 46            | 53            | 84            | 105           |
| Hiroka Komada (駒田 京伽)    | 21 de novembro de 1996 (28 anos) |               |               |               |               | N/A           | 79            | N/A           | 60            |               | 61            |
| Riko Sakaguchi (坂口 理子)   | 26 de julho de 1994 (30 anos)    |               |               |               |               | N/A           | 60            | 37            | 59            | 49            | 114           |
| Rino Sashihara (指原 莉乃)   | 21-11-1992                       | 27            | 19            | 9             | 4             | 1             | 2             | 1             | 1             | 1             |               |
| Miku Tanaka (田中 美久)      | 12-9-2001                        |               |               |               |               |               | N/A           | N/A           | 45            | 28            | 10            |
| Meru Tashima (田島 芽瑠)     | 1-7-2000                         |               |               |               |               | 55            | 38            | 32            | 43            | 40            | 26            |
| Natsumi Tanaka (田中 菜津美) | 10-8-2000                        |               |               |               | N/A           | N/A           | N/A           | N/A           | 89            | 50            | 63            |
| Aki Toyonaga (豊永 阿紀)     | 25-10-1999                       |               |               |               |               |               |               |               |               | 79            | 83            |
| Natsumi Matsuoka (松岡 菜摘) | 8-8-1996                         |               |               |               | N/A           | N/A           | 64            | 51            | 46            | 59            | 55            |
| Nako Yabuki (矢吹 奈子)      | 18-6-2001                        |               |               |               |               |               | N/A           | N/A           | 28            | 37            | 9             |

### Time KIV
Aoi Motomura e Sakura Miyawaki são o capitão e co-capitão do Time KIV, respectivamente.
| Name                          | Birth date (age)                 | Election rank | Election rank | Election rank | Election rank | Election rank | Election rank | Election rank | Election rank | Election rank | Election rank |
| Name                          | Birth date (age)                 | 1             | 2             | 3             | 4             | 5             | 6             | 7             | 8             | 9             | 10            |
| ----------------------------- | -------------------------------- | ------------- | ------------- | ------------- | ------------- | ------------- | ------------- | ------------- | ------------- | ------------- | ------------- |
| Mina Imada (今田 美奈)        | 19 de setembro de 1996 (28 anos) |               |               |               | N/A           | N/A           | N/A           | N/A           | 90            | 95            |               |
| Shino Iwahana (岩花 詩乃)     | 1 de abril de 2000 (24 anos)     |               |               |               |               | N/A           | N/A           | N/A           | N/A           | N/A           | N/A           |
| Nao Ueki (植木 南央)          | 12 de agosto de 1997 (27 anos)   |               |               |               | N/A           | N/A           | N/A           | 72            | 58            | 54            | 81            |
| Hirona Unjō (運上 弘菜)       | 8 de setembro de 1999 (25 anos)  |               |               |               |               |               |               |               |               | N/A           | 84            |
| Serina Kumazawa (熊沢 世莉奈) | 17 de abril de 1997 (27 anos)    |               |               |               | N/A           | N/A           | N/A           | N/A           | N/A           | N/A           | N/A           |
| Yuki Shimono (下野 由貴)      | 2 de abril de 1998 (26 anos)     |               |               |               | N/A           | N/A           | N/A           | N/A           | 98            | 87            | 85            |
| Nene Jitoe (地頭江 音々)      | 27 de setembro de 2000 (24 anos) |               |               |               |               |               |               |               |               | N/A           | 117           |
| Asuka Tomiyoshi (冨吉 明日香) | 20 de setembro de 1997 (27 anos) |               |               |               |               | N/A           | N/A           | N/A           | 42            | 38            |               |
| Mio Tomonaga (朝長 美桜)      | 17 de maio de 1998 (26 anos)     |               |               |               |               | 59            | 27            | 21            | 23            | 35            | 48            |
| Maiko Fukagawa (深川 舞子)    | 5 de julho de 1999 (25 anos)     |               |               |               | N/A           | N/A           | N/A           | N/A           | N/A           | 91            | N/A           |
| Mai Fuchigami (渕上 舞)       | 21 de setembro de 1996 (28 anos) |               |               |               |               | N/A           | N/A           | 31            | 40            | 34            | 40            |
| Sakura Miyawaki (宮脇 咲良)   | 19 de março de 1998 (26 anos)    |               |               |               | 47            | 26            | 11            | 7             | 6             | 4             | 3             |
| Anna Murashige (村重 杏奈)    | 29 de julho de 1998 (26 anos)    |               |               |               | N/A           | N/A           | 67            | N/A           | 80            | 100           |               |
| Aoi Motomura (本村 碧唯)      | 31 de maio de 1997 (27 anos)     |               |               |               | N/A           | N/A           | 48            | 80            | 36            | 62            | 71            |
| Madoka Moriyasu (森保 まどか) | 26 de julho de 1997 (27 anos)    |               |               |               | N/A           | N/A           | 25            | 43            | 50            | 31            |               |

### Time TII
Emiri Yamashita e Hazuki Hokazono são o capitão e co-capitão do Time TII, respectivamente.
| Name                            | Birth date (age)                  | Election rank | Election rank | Election rank | Election rank | Election rank |
| Name                            | Birth date (age)                  | 6             | 7             | 8             | 9             | 10            |
| ------------------------------- | --------------------------------- | ------------- | ------------- | ------------- | ------------- | ------------- |
| Misaki Aramaki (荒巻 美咲)      | 28 de janeiro de 2001             | N/A           | N/A           | N/A           | N/A           | N/A           |
| Maria Imamura (今村 麻莉愛)     | 14 de setembro de 2003 (21 anos)  |               |               | N/A           | N/A           | N/A           |
| Ayaka Oda (小田 彩加)           | 9 de fevereiro de 1999 (26 anos)  |               |               |               | N/A           | 50            |
| Sae Kurihara (栗原 紗英)        | 20 de junho de 1996 (28 anos)     | N/A           | N/A           | N/A           | N/A           | 96            |
| Moeka Sakai (堺 萌香)           | 25 de agosto de 1998 (26 anos)    |               |               |               | N/A           | N/A           |
| Erena Sakamoto (坂本 愛玲菜)    | 12 de setembro de 2000 (24 anos)  | N/A           | N/A           | N/A           | N/A           | 87            |
| Rio Shimizu (清水 梨央)         | 11 de outubro de 2003 (21 anos)   |               |               |               | N/A           | N/A           |
| Tomoka Takeda (武田 智加)       | 25 de fevereiro de 2003 (22 anos) |               |               |               | N/A           | N/A           |
| Amane Tsukiashi (月足 天音)     | 26 de outubro de 1999 (25 anos)   |               |               |               | N/A           | 119           |
| Hazuki Hokazono (外薗 葉月)     | 17 de janeiro de 1999 (26 anos)   | N/A           | N/A           | N/A           | N/A           | 120           |
| Hana Matsuoka (松岡 はな)       | 19 de janeiro de 2000 (25 anos)   |               |               | N/A           | 80            | 66            |
| Hinata Matsumoto (松本 日向)    | 21 de dezembro de 2000 (24 anos)  |               |               |               | N/A           | N/A           |
| Sono Miyazaki (宮崎想乃)        | 30 de outubro de 2000 (24 anos)   |               |               |               | N/A           | N/A           |
| Bibian Murakawa (村川 緋杏)     | 3 de dezembro de 1999 (25 anos)   |               |               | N/A           | N/A           | N/A           |
| Yūna Yamauchi (山内 祐奈)       | 6 de julho de 1999 (25 anos)      | N/A           | N/A           | N/A           | N/A           | N/A           |
| Emiri Yamashita (山下 エミリー) | 19 de dezembro de 1998 (26 anos)  | N/A           | N/A           | N/A           | N/A           |               |

### Membro de Kenkyuusei
| Nome                        | Data de nascimento (idade)       | Classificação eleitoral |
| Nome                        | Data de nascimento (idade)       | 10                      |
| --------------------------- | -------------------------------- | ----------------------- |
| Yueru Ito (伊藤優絵瑠)      | 24 de outubro de 2003 (21 anos)  |                         |
| Ai Seki (石安伊)            | 31 de dezembro de 2000 (24 anos) |                         |
| Sayaka Baba (馬場彩華)      | 2 de maio de 2004 (20 anos)      |                         |
| Yumi Matsuda (松田祐実)     | 13 de maio de 2002 (22 anos)     |                         |
| Akari Watanabe (渡部愛加里) | 18 de outubro de 2004 (20 anos)  |                         |

### Membros graduados

#### Time H
| Nome (data de nascimento)                                     | Eleição | Eleição | Eleição | Eleição | Eleição | Eleição | Notas                               |
| Nome (data de nascimento)                                     | 4       | 5       | 6       | 7       | 8       | 9       | Notas                               |
| ------------------------------------------------------------- | ------- | ------- | ------- | ------- | ------- | ------- | ----------------------------------- |
| Yui Komori (古森結衣) (2 de dezembro de 1997 (27 anos))       | N/A     |         |         |         |         |         | Renunciou em 18 de agosto de 2012.  |
| Yuko Sugamoto (菅本裕子) (20 de maio de 1994 (30 anos))       | N/A     |         |         |         |         |         | Renunciou em 18 de agosto de 2012.  |
| Airi Taniguchi (谷口愛理) (14 de março de 1999 (26 anos))     | N/A     |         |         |         |         |         | Renunciou em 18 de agosto de 2012.  |
| Izumi Umemoto (梅本泉) (15 de maio de 1997 (27 anos))         |         | N/A     | N/A     | N/A     |         |         | Graduado em 27 de dezembro de 2015. |
| Chihiro Anai (穴井千尋) (27 de janeiro de 1996 (29 anos))     | N/A     | N/A     | 39      | 33      |         |         | Graduado em 31 de julho de 2016.    |
| Haruka Wakatabe (若田部遥) (26 de setembro de 1998 (26 anos)) | N/A     | N/A     | N/A     | N/A     | 82      |         | Graduado em 12 de janeiro de 2017.  |
| Naoko Okamoto (岡本尚子) (4 de abril de 1996 (28 anos))       |         | N/A     | N/A     | N/A     | N/A     |         | Graduado em 8 de maio de 2017.      |
| Yuriya Inoue (井上由莉耶) (15 de junho de 1999 (25 anos))     |         | N/A     | N/A     | N/A     | 48      |         | Graduado em 12 de junho de 2017.    |
| Mashiro Ui (宇井真白) (31 de janeiro de 2000 (25 anos))       |         | N/A     | N/A     | N/A     | N/A     | N/A     | Graduado em 21 de março de 2018.    |
| Marina Yamada (山田麻莉奈) 24 de março de 1995 (29 anos)      |         | N/A     | N/A     | N/A     | N/A     | N/A     | Graduado em 20 de abril de 2018.    |
| Mao Yamamoto (山本茉央) (18 de setembro de 1996 (28 anos))    |         |         | N/A     | N/A     | N/A     | N/A     | Graduado em 21 de maio de 2018.     |

#### Time KIV
| Nome (data de nascimento)                                | Eleição | Eleição | Eleição | Eleição | Eleição | Eleição | Eleição | Eleição | Eleição | Notas                                                           |
| Nome (data de nascimento)                                | 1       | 2       | 3       | 4       | 5       | 6       | 7       | 8       | 9       | Notas                                                           |
| -------------------------------------------------------- | ------- | ------- | ------- | ------- | ------- | ------- | ------- | ------- | ------- | --------------------------------------------------------------- |
| Kanon Kimoto (木本花音) (11 de agosto de 1997 (27 anos)) |         |         | N/A     | 56      | 31      | 50      | 48      | 68      | 88      | Posição concorrente cancelada com HKT48 em 26 de março de 2015. |
| Manami Kusaba (草場愛) (17 de outubro de 1995 (29 anos)) |         |         |         |         | N/A     | N/A     |         |         |         | Graduado em 30 de abril de 2015.                                |
| Izumi Goto (後藤泉) (27 de setembro de 1997 (27 anos))   |         |         |         |         | N/A     | N/A     | N/A     |         |         | Graduado em 30 de outubro de 2015.                              |
| Raira Ito (伊藤来笑) (31 de outubro de 1998 (26 anos))   |         |         |         |         | N/A     | N/A     | N/A     |         |         | Graduado em 29 de fevereiro de 2016.                            |
| Kanna Okada (岡田栞奈) (26 de junho de 1997 (27 anos))   |         |         |         |         | N/A     | N/A     | 42      |         |         | Graduado em 22 de março de 2016.                                |
| Aika Ōta (多田愛佳) (8 de dezembro de 1994 (30 anos))    | 20      | 22      | 25      | 52      | 43      | 42      | 41      |         |         | Graduado em 10 de abril de 2017.                                |
| Yuka Tanaka (田中優香) (7 de junho de 2000 (24 anos))    |         |         |         |         | N/A     | N/A     | N/A     | N/A     | N/A     | Graduado em 28 de fevereiro de 2018.                            |

#### Time TII
| Nome (data de nascimento)                                   | Eleição | Eleição | Eleição | Eleição | Notas                           |
| Nome (data de nascimento)                                   | 6       | 7       | 8       | 9       | Notas                           |
| ----------------------------------------------------------- | ------- | ------- | ------- | ------- | ------------------------------- |
| Riko Tsutsui (筒井莉子) (22 de fevereiro de 2000 (25 anos)) | N/A     | N/A     | N/A     |         | Graduado em 29 de maio de 2017. |

### Membros transferidos
Esses membros foram transferidos do HKT48 para um grupo diferente.

### Transferido paraAKB48
| Nome                                              | Data de nascimento (idade)   | Transferido de | Classificação eleitoral | Classificação eleitoral | Classificação eleitoral | Classificação eleitoral | Classificação eleitoral | Classificação eleitoral | Classificação eleitoral |
| Nome                                              | Data de nascimento (idade)   | Transferido de | 4                       | 5                       | 6                       | 7                       | 8                       | 9                       | 10                      |
| ------------------------------------------------- | ---------------------------- | -------------- | ----------------------- | ----------------------- | ----------------------- | ----------------------- | ----------------------- | ----------------------- | ----------------------- |
| Chiyori Nakanishi (中西智代梨, Nakanishi Chiyori) | 12 de maio de 1995 (29 anos) | HKT48 Time H   | N/A                     | N/A                     | N/A                     | N/A                     | 91                      | N/A                     |                         |

### Transferido para SKE48
| Nome                                | Data de nascimento (idade)     | Transferido de | Classificação eleitoral | Classificação eleitoral | Classificação eleitoral | Classificação eleitoral | Classificação eleitoral | Classificação eleitoral |
| Nome                                | Data de nascimento (idade)     | Transferido de | 5                       | 6                       | 7                       | 8                       | 9                       | 10                      |
| ----------------------------------- | ------------------------------ | -------------- | ----------------------- | ----------------------- | ----------------------- | ----------------------- | ----------------------- | ----------------------- |
| Marika Tani (谷真理佳, Tani Marika) | 5 de janeiro de 1996 (29 anos) | HKT48 Time KIV | N/A                     | N/A                     | 23                      | 55                      | 66                      |                         |

## Discografia

### Singles
| Data de lançamento      | Título | Posição do gráfico                                 | Posição do gráfico                                  | Vendas <br> ( Oricon ) | Vendas <br> ( Oricon ) | Billboard JAPÃO Vendas | Álbum |
| Data de lançamento      | Título | Oricon <br> Semanal <br> singles <br> Gráfico <br> | Quadro de avisos do Japão <br> Quente <br> 100 <br> | Primeiro <br> semana   | Total                  | Billboard JAPÃO Vendas | Álbum |
| ----------------------- | --- | -------------------------------------------------- | --------------------------------------------------- | ---------------------- | ---------------------- | ---------------------- | ----- |
| 20 de março de 2013     | "Suki! Suki! Skip!" (スキ！スキ！スキップ！, "Liked! Liked! Skip!") Suki! Pular! " ( ス キ！ ス キ！ ス キ ッ プ！, "Gostaram! Gostei! Pular!" ) | 1                                                  | 2                                                   | 250,147                | 291.876                |                        | 092   |
| 4 de setembro de 2013   | "Melon Juice" (メロンジュース) | 1                                                  | 1                                                   | 268.897                | 306.014                |                        | 092   |
| 12 de março de 2014     | "Sakura, Minnade Tabeta" (桜、みんなで食べた, "We Ate Sakura Together")                                                                          | 1                                                  | 1                                                   | 276,799                | 331,015                |                        | 092   |
| 24 de setembro de 2014  | "Hikaeme I Love You!" (控えめI love you!, "Quietly I Love You") ( め え め eu te amo !, "Quietamente eu te amo")                                 | 1                                                  | 1                                                   | 277,534                | 318,533                |                        | 092   |
| 22 de abril de 2015     | "12 Byō" (12秒, "12 Seconds") | 1                                                  | 3                                                   | 277.916                | 337,237                |                        | 092   |
| 25 de novembro de 2015  | "Shekarashika!" (しぇからしか!, "Too Noisy!") ( し ぇ か ら し か! ", Muito barulhento!" )                                                       | 1                                                  | 3                                                   | 280,567                | 345,413                |                        | 092   |
| 13 de abril de 2016     | "74 Okubun no 1 no Kimi e" (74億分の1の君へ, "7.4 Billion Parts to You")                                                                         | 1                                                  | 1                                                   | 238.828                | 305.137                | 379.439                | 092   |
| 7 de setembro de 2016   | "Saikō Kayo" (最高かよ, "It's great") | 1                                                  | 1                                                   | 269.907                | 345,267                | 427.908                | 092   |
| 15 de fevereiro de 2017 | "Bagutte Iijan" (バグっていいじゃん) | 1                                                  | 1                                                   | 210,070                | 274,545                | 404,163                | 092   |
| 2 de agosto de 2017     | "Kiss wa Matsushikanai no Deshōka?" (キスを待つしかないのでしょうか？) ( キ ス を つ つ し か な い の で し ょ う か？ )                        | 1                                                  | 1                                                   | 199,504                | 260,757                | 376.374                | 092   |
| 2 de maio de 2018       | "Hayaokuri Calendar" (早送りカレンダー) | 1                                                  | 1                                                   | 165,176                | 272.811                | 296.470                |       |

### Álbuns do Studio
| Data de lançamento     | Título                                                             | Posição do gráfico                                | Posição do gráfico                                  | Vendas <br> ( Oricon ) | Vendas <br> ( Oricon ) | Billboard JAPÃO Vendas |
| Data de lançamento     | Título                                                             | Oricon <br> Semanal <br> Álbuns <br> Gráfico <br> | Quadro de avisos do Japão <br> Álbuns do Japão <br> | Primeiro <br> semana   | Total                  | Billboard JAPÃO Vendas |
| ---------------------- | ------------------------------------------------------------------ | ------------------------------------------------- | --------------------------------------------------- | ---------------------- | ---------------------- | ---------------------- |
| 27 de dezembro de 2017 | erro em {{japonês}}: Texto em japonês ou romaji necessário (ajuda) | 1                                                 | 1                                                   | 122,262                | 167,037                |                        |

### Canções gravadas em singles AKB48
| Data de lançamento     | Título de <br> Canção HKT48                                   | Título do AKB48 single <br> qual música HKT48 é gravada em |
| ---------------------- | ------------------------------------------------------------- | ---------------------------------------------------------- |
| 5 de dezembro de 2012  | "Hatsukoi Butterfly" (初恋バタフライ, "First-love Butterfly") | Pressão de Eien                                            |
| 11 de dezembro de 2013 | "Wink wa 3-kai" (ウインクは3回, "Winks 3 times")              | " Suzukake no Ki no Michi de. . . "                        |
| 4 de março de 2015     | "Otona Ressha" (大人列車, "Train to Adulthood")               | " Flash Verde "                                            |
| 9 de março de 2016     | "Make Noise" (メイクノイズ)                                   | " Kimi wa melodia "                                        |
| 15 de março de 2017    | "Tomaranai Kanransha" (止まらない観覧車)                      | " Shoot Sign "                                             |

## Filmografia

### Shows de televisão
- HKT48 não Odekake! ( TBS, 2013–) [41]
- Majisuka Gakuen 0 Kisarazu Rantō Hen ( NTV e Hulu Japão, 28 de novembro de 2015) [42]
- HKT48 vs NGT48 Sashikita Gassen (NTV e Hulu Japão, 12 de janeiro - 29 de março de 2016) [43]

### Filmes
- Ozaki Shihainin ga Naita Yoru Documentário de HKT48 (2015) [44]